# Topi Anjala
Topi Anjala, född den 5 juli 1984 i Ikalis, är en finländsk orienterare som tog VM-brons i stafett 2009.